# Ilex colchica
Ilex colchica, conegut com a grèvol del còlquic o grèvol del Mar Negre, és una espècie de grèvol que pertany a la família de les aquifoliàcies del gènere Ilex. Creix al sud-est de Bulgària, el nord de Turquia i el Caucas., en boscos mixtos. És exigent al sòl, creix i es desenvolupa normalment a les zones ombrívoles.
Faneròfit, petit arbre o arbust perennifoli, que pot créixer fins als 2,5 m d'alçada, amb un tronc rastrejant i les branques són primes. Les fulles són el·líptiques, entre 5 a 10 cm de llargada, coriàcies, amb vores codificades, de color verd fosc a la part superior, de color verd clar a la part inferior. Les flors masculines consten de tres flors i les flors femenines d'una flor: el calze és mig adjacent, 4 d'amplada i la punta triangular. Els fruits fan entre 8 a 10 mm de llargada, entre 7 a 10 mm d'amplada, són vermells, amb quatre nuclis. El nucli és de tres parts, comprimit a les vores, allargat, sobresortint àmpliament. Els fruits madurs es troben a les branques durant tot l'hivern. Es propaguen per llavors i plomes.

## Taxonomia
Ilex colchica va ser descrita per Antonina Ivanovna Pojarkova.

### Etimologia
Ilex: Nom genèric del llatí
colchica: epítet que fa referència a Còlquida, un antic regne i regió a la costa de la mar Negra centrat a l'actual Geòrgia occidental.